# Monumento funebre di Azzone Visconti

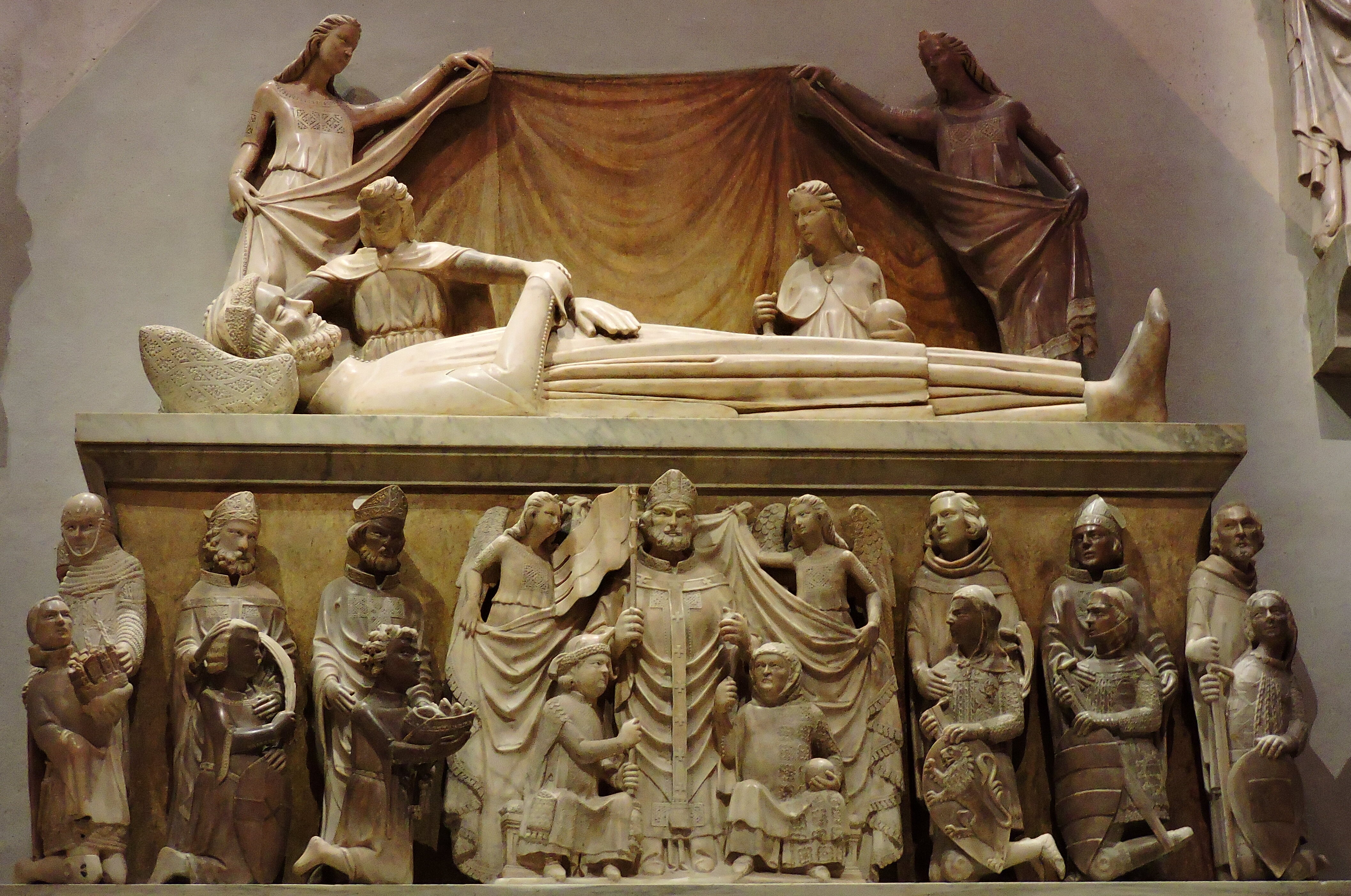
Sarcofago

Il monumento funebre di Azzone Visconti è un monumento sepolcrale situato nella chiesa di San Gottardo in Corte a Milano, realizzato da Giovanni di Balduccio per ospitare le spoglie di Azzone Visconti, signore di Milano.

## Storia e descrizione
Il monumento, primo ad introdurre nell'arte scultoria lombarda la tipologia dell'arca funebre a baldacchino, poggia su due colonne tramite delle mensole. Sul lato inferiore del sarcofago è scolpito il biscione visconteo, mentre sul fronte vi sono le statue delle città lombarde armate, rappresentate dai rispetti santi patroni, che rendono omaggio a sant'Ambrogio, con cui viene personificata la città di Milano, sotto la quale Azzone aveva unificato il futuro ducato di Milano: ai piedi di sant'Ambrogio, Azzone Visconti riceva l'investitura da Ludovico il Bavaro.
Sul lato superiore del sarcofago vi è la statua di Azzone disteso, a cui sono affiancati due angeli che reggono la cortina funebre realizzata mediante un ampio uso di panneggio. Lo stile differente della statua distesa di Azzone farebbe pensare ad attribuzione della statua del committente a Balduccio, mentre le altre parti sarebbero state realizzate dalla sua bottega con suoi interventi limitati.